# ميخائيل د. بلامر
ميخائيل د. بلامر (بالإنجليزية: Michael D. Plummer)‏ هو رياضياتي أمريكي، ولد في 31 أغسطس 1937 في آكرون في الولايات المتحدة.